# Lukas Taccius
Lukas Taccius, auch Lucas Tacke (* 1552 in Stettin; † 7. Oktober 1612), war ein deutscher Lehrer. Er wirkte von 1582 bis zu seinem Tode als Rektor der Greifswalder Ratsschule.

## Leben
Lukas Taccius wurde in Stettin geboren. Für den Namen seiner Familie waren neben dem latinisierten Taccius auch die Namensformen Tagghe, Tacke und Takko gebräuchlich; er selber kommt in der modernen Literatur auch in der Schreibweise Lucas Tacke vor. Er besuchte als Schüler die Greifswalder Ratsschule und studierte dann an der Universität Greifswald. Von 1574 bis 1580 arbeitete er als Lehrer in Greifenhagen, Rostock und Pasewalk.
1582 wurde er Rektor der Greifswalder Ratsschule und blieb dies bis zu seinem Tode. Unter seiner erfolgreichen Leitung wuchs die Schule auf 300 Schüler an. Auch der pommersche Herzog Philipp Julius schätzte Taccius hoch. 
Er war verheiratet mit Katharina Temel, der Witwe des 1579 verstorbenen Greifswalder Mediziners Franziskus Joel.

## Schriften
- Oratio de urbe Gryphiswaldia. (Diese zwischen 1593 und 1607 verfasste Schrift ist der erste Versuch einer topographischen Darstellung der Stadt Greifswald. Gedruckt in: Johann Carl Dähnert: Pommersche Bibliothek. Band 2, Greifswald 1751, S. 217–224 (Online).)
- Arithmeticae praecepta communiora. 1611. Neuauflage 1628. (Auszug aus dem Lehrbuch Arithmeticae practicae methodus facilis des Gemma Frisius. Taccius hatte festgestellt, dass das Lehrbuch des Gemma Frisius für den Greifswalder Schulgebrauch zu umfangreich war, und daher diesen Auszug angefertigt.)[2]